# Steve Logan
Pour les articles homonymes, voir Logan.
Steve Logan, né le 20 mars 1980, à Cleveland, dans l'Ohio, est un joueur américain de basket-ball. Il évolue durant sa carrière au poste de meneur.

## Palmarès
- Finaliste du championnat du monde -19 ans 1999
- NCAA AP All-America First Team 2002